# Hugo (voornaam)
Hugo is een Germaanse naam die betekent: "denkende geest", maar ook "verstand" of "herinnering", "geheugen".
De naam komt al vroeg in Frankrijk voor, namelijk al in de 10e eeuw (Hugo Capet). Ook in de Nederlanden wordt de naam in de Middeleeuwen al aangetroffen. Een bekende 11e-eeuwse proost van het Sint-Servaaskapittel te Maastricht en het Sint-Lambertuskapittel in Luik stond in Maastricht bekend als Humbertus en in Luik als Hugo. Het is niet bekend of deze namen verwant zijn.
Het acroniem HUGO staat voor de Human Genome Organisation.
Varianten van deze naam zijn: Hugh, Huychman, Udeman, Uemen.

## Personen met deze naam
- Carlos Hugo van Bourbon-Parma
- Hugo Borst
- Hugo Boss
- Hugo Brandt Corstius
- Hugo Capet
- Hugo Chávez
- Hugo Claus
- Hugo Coveliers
- Hugo González
- Hugo Grotius
- Hugo de Grote
- Hugo Hansen
- Hugo van Jersey
- Hugo de Jonge
- Hugo Kennis
- Hugo Logtenberg

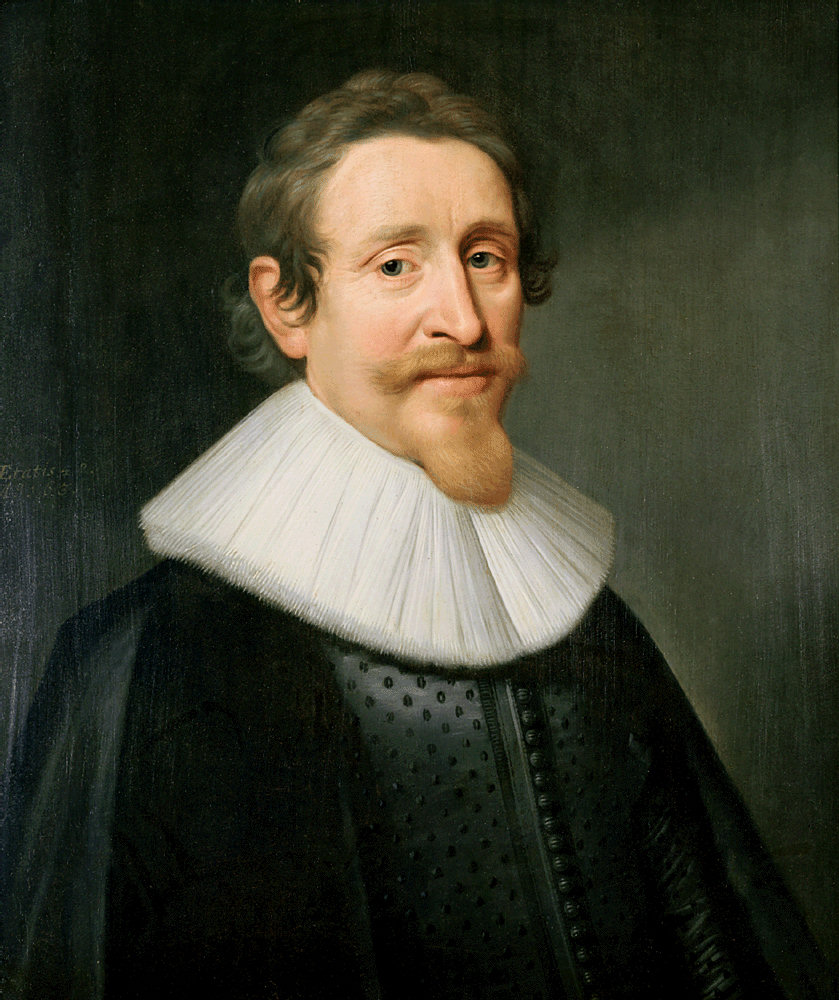
Hugo de Groot

- Hugo van Lotharingen, de bastaardzoon van Lotharius II
- Hugo van Pierrepont, (1165-1229), prins-bisschop van Luik, 1200-1229
- Hugo Rubio
- Hugo Sabido
- Hugo Schiltz
- Hugo Sotil
- Hugo Verriest
- Hugo Walker
- Hugo Weaving

Ook komt Hugo wel als achternaam voor:
- Chad Hugo
- Jean Hugo
- Victor Hugo

### Heiligen
Er zijn een aantal heiligen en zaligen met de naam Hugo
- Hugo van Rouen, aartsbisschop (-730)
- Hugo van Cluny, de abt van Cluny (1024-1109)
- Hugo van Grenoble, bisschop (1053-1132)
- Hugo van Avalon, bisschop van Lincoln. (1135 - 1200)
- Hugo van Montaigu, bisschop van Auxerre (-1136)
- Hugo van Noara, abt (-1170)
- Hugo Canefro, monnik (1168-1230)
- Hugo van Bonnevaux, monnik (-1194)
- Hugo van Fosses, abt (1093-1164)
- Hugo Faringdon, martelaar (-1539)
- Hugo van Mâcon, bisschop (-1151)
- Hugo van Marchiennes, abt (-1158)
- Hugo van Vaucelles, monnik (-1239)
- Hugo van Ambroney, abt (9de of 10e eeuw)
- Hugo van Poitiers, prior (-930)
- Hugo van Tennenbach, priester en monnik (-1270)
- Hugo van Lippi-Ugoccioni, ordestichter (-1382)
- Hugo Green, martelaar (-1642)
- Hugo van Sassoferrato, monnik (-1290)
- Hugo More, martelaar (-1588)

### Fictieve personen
- Hugo de Bokkenrijder